# Fotoproteção
A fotoproteção é um conjunto de mecanismos que ajudam os seres vivos a superar os danos moleculares causados pela luz solar. As plantas e outros fotoautotróficos de oxigénio desenvolveram uma série de mecanismos para prevenir a fotoinibição e o estresse oxidativo causado pelo excesso de luz ou condições instáveis da mesma. Os humanos e outros animais desenvolveram também mecanismos fotoprotetivos para evitar danos na pele causados pela radiação ultravioleta, para prevenir dano direto no ADN e minimizar os danos indiretos no ADN causados pelo estresse oxidativo.